# Лимбур
Лимбур (на френски: Limbourg) е град в Югоизточна Белгия, окръг Вервие на провинция Лиеж. Населението му е около 5600 души (2006).